# Grzegorz Gardynik
Grzegorz Gardynik (ur. 26 listopada 1956) – polski brydżysta, World International Master (WBF), Arcymistrz Międzynarodowy (PZBS), sędzia klubowy, instruktor sportu.

## Wyniki brydżowe

### Zawody krajowe
W rozgrywkach krajowych zdobywał następujące lokaty:
| Drużynowe mistrzostwa Polski | Drużynowe mistrzostwa Polski    | Drużynowe mistrzostwa Polski |
| Sezon                        | Drużyna                         | Pozycja                      |
| ---------------------------- | ------------------------------- | ---------------------------- |
| 2001                         | Cronix AZS Politechnika Wrocław | 2                            |
| 2000                         | AZS Politechnika Wrocław        | 1                            |
| 1996                         | Fundacja Warszawa               | 3                            |
| 1994                         | UNTS Warszawa                   | 1                            |

| Mistrzostwa Polski teamów | Mistrzostwa Polski teamów | Mistrzostwa Polski teamów | Mistrzostwa Polski teamów |
| Rok                       | Typ                       | Kategoria                 | Pozycja                   |
| ------------------------- | ------------------------- | ------------------------- | ------------------------- |
| 2002                      | IMP                       | Open                      | 1                         |
| 1997                      | IMP                       | Open                      | 1                         |

| Mistrzostwa Polski par | Mistrzostwa Polski par | Mistrzostwa Polski par | Mistrzostwa Polski par |
| Rok                    | Kategoria              | Partner                | Pozycja                |
| ---------------------- | ---------------------- | ---------------------- | ---------------------- |
| 1998                   | Open                   | Marek Witek            | 2                      |

### Olimpiady
W Olimpiadach uzyskał następujące rezultaty w teamach:
| Olimpiady brydżowe | Olimpiady brydżowe | Olimpiady brydżowe   | Olimpiady brydżowe | Olimpiady brydżowe | Olimpiady brydżowe |
| Rok                | Miejsce            | Zawody               | Kategoria          | Drużyna            | Pozycja            |
| ------------------ | ------------------ | -------------------- | ------------------ | ------------------ | ------------------ |
| 1996               | Rodos              | 10. Olimpiada Teamów | Open               | Poland             | 5                  |

### Zawody światowe
W światowych zawodach zdobył następujące lokaty:
| Mistrzostwa Świata. Konkurencja teamów | Mistrzostwa Świata. Konkurencja teamów | Mistrzostwa Świata. Konkurencja teamów | Mistrzostwa Świata. Konkurencja teamów | Mistrzostwa Świata. Konkurencja teamów | Mistrzostwa Świata. Konkurencja teamów |
| Rok                                    | Miejsce                                | Zawody                                 | Kategoria                              | Drużyna                                | Pozycja                                |
| -------------------------------------- | -------------------------------------- | -------------------------------------- | -------------------------------------- | -------------------------------------- | -------------------------------------- |
| 2001                                   | Paryż                                  | 35. Mistrzostwa Świata Teamów          | Trans                                  | Cronix AZS                             | 27                                     |
| 1997                                   | Hammamet                               | 33. Mistrzostwa Świata Teamów          | Trans                                  | Gardynik                               | 3                                      |
| 1994                                   | Albuquerque                            | 9. Mistrzostwa Świata                  | Open                                   | Leśniewski                             | 17                                     |

| Mistrzostwa Świata. Konkurencja par | Mistrzostwa Świata. Konkurencja par | Mistrzostwa Świata. Konkurencja par | Mistrzostwa Świata. Konkurencja par | Mistrzostwa Świata. Konkurencja par | Mistrzostwa Świata. Konkurencja par |
| Rok                                 | Miejsce                             | Zawody                              | Kategoria                           | Partner                             | Pozycja                             |
| ----------------------------------- | ----------------------------------- | ----------------------------------- | ----------------------------------- | ----------------------------------- | ----------------------------------- |
| 1994                                | Albuquerque                         | 9. Mistrzostwa Świata               | Open                                | Wojciech Olański                    | 50                                  |

### Zawody europejskie
W europejskich zawodach zdobył następujące lokaty:
| Zawody europejskie. Konkurencja teamów | Zawody europejskie. Konkurencja teamów | Zawody europejskie. Konkurencja teamów | Zawody europejskie. Konkurencja teamów | Zawody europejskie. Konkurencja teamów | Zawody europejskie. Konkurencja teamów |
| Rok                                    | Miejsce                                | Zawody                                 | Kategoria                              | Drużyna                                | Pozycja                                |
| -------------------------------------- | -------------------------------------- | -------------------------------------- | -------------------------------------- | -------------------------------------- | -------------------------------------- |
| 2013                                   | Ostenda                                | 6. Otwarte Mistrzostwa Europy          | Open                                   | SPS Construction                       | 102                                    |
| 1990                                   | Bordeaux                               | 1. Mistrzostwa Europy Mikstów          | Miksty                                 | Kowalska                               | 32                                     |

| Zawody europejskie. Konkurencja par | Zawody europejskie. Konkurencja par | Zawody europejskie. Konkurencja par | Zawody europejskie. Konkurencja par | Zawody europejskie. Konkurencja par | Zawody europejskie. Konkurencja par |
| Rok                                 | Miejsce                             | Zawody                              | Kategoria                           | Partner                             | Pozycja                             |
| ----------------------------------- | ----------------------------------- | ----------------------------------- | ----------------------------------- | ----------------------------------- | ----------------------------------- |
| 2013                                | Ostenda                             | 6. Otwarte Mistrzostwa Europy       | Open                                | Marek Tutka                         | 200                                 |
| 2001                                | Sorento                             | 11. Mistrzostwa Europy Par          | Open                                | Jacek Poletyło                      | 37                                  |
| 2000                                | Bellaria                            | 6. Mistrzostwa Europy Mikstów       | Mikst                               | Danuta Hocheker                     | 74                                  |
| 1999                                | Warszawa                            | 10. Mistrzostwa Europy Par          | Open                                | Tomasz Przybora                     | 32                                  |
| 1997                                | Haga                                | 9. Mistrzostwa Europy Par           | Open                                | Bartosz Chmurski                    | 43                                  |
| 1995                                | Rzym                                | 8. Mistrzostwa Europy Par           | Open                                | Jerzy Russyan                       | 40                                  |
| 1990                                | Bordeaux                            | 1. Mistrzostwa Europy Mikstów       | Mikst                               | Joanna Sendecka                     | 69                                  |